# Chlyne Lohner
Der Chly Lohner (in Kartenwerken von swisstopo als Chlyne Loner verzeichnet, standarddeutsch: Klein Lohner) ist ein Berg zwischen dem Kandertal und dem Engstligental im Berner Oberland.

## Lage
Auf dem Grat zwischen dem Kandertal und dem Engstligental schliesst der Chly Lohner nördlich an das Massiv des (Gross) Lohner an. Der Einschnitt der Bunderchrinde bildet die Begrenzung zwischen den beiden Massiven. Nach SOIUSA-Einteilung liegt hier auch die Grenze zwischen Berner Alpen und Berner Voralpen, so dass der Chly Lohner zu den Voralpen gezählt wird.
In nordöstlicher Richtung, verbunden durch den Bundergrat, schliesst sich der markantere, aber etwas weniger hohe Bunderspitz an. Gegen Osten fällt der Berg über den Alpschelegrat zum Alpschelehubel ab; im Westen liegt die Alp Bunderchumi.
Der Berg liegt auf der Grenze der Gemeinden Kandersteg im Osten und Adelboden im Westen.

## Gipfel
Der Chly Lohner weist drei Gipfel auf. Der höchste davon ist der Nordgipfel mit 2587 m. Der Mittelgipfel (mit Triangulationspunkt) erhebt sich auf 2583,8 m und der Südgipfel auf 2556 m.
Der Aufstieg erfolgt in Kletterei im II. Grad. Weil die Felsen jedoch stark verwittert sind, wird er selten bestiegen.